# Hồng Phong, An Dương
Hồng Phong là một phường thuộc quận An Dương, thành phố Hải Phòng, Việt Nam.

## Địa lý
Phường Hồng Phong nằm ở phía tây quận An Dương, có vị trí địa lý:
- Phía đông giáp phường Nam Sơn và phường Tân Tiến
- Phía tây giáp phường An Hòa
- Phía nam giáp phường Lê Lợi và huyện An Lão
- Phía bắc giáp phường Lê Thiện và phường Tân Tiến.

Xã Hồng Phong có diện tích 9,59 km², dân số năm 2023 là 15.318 người, mật độ dân số đạt 1.597 người/km².

## Hành chính
Phường Hồng Phong được chia thành 5 tổ dân phố: Đình Ngọ, Đồng Xuân, Hạ Đỗ, Hoàng Lâu, Hỗ Đông, Phụng Dương.

## Lịch sử
Trước năm 1945, địa bàn xã Hồng Phong thuộc tổng Ngọ Dương và tổng Hà Nhuận.
Sau năm 1945, thành lập xã Lê Hồng Phong thuộc huyện An Dương.
Đầu năm 1956, chia xã Lê Hồng Phong thành xã An Phúc và xã An Phong.
Năm 1957, đổi tên xã An Phong thành xã Hồng Phong.
Ngày 7 tháng 4 năm 1966, Chính phủ ban hành Quyết định số 67-CP về việc thành lập huyện An Hải trên cơ sở huyện An Dương và huyện Hải An. Khi đó, xã Hồng Phong thuộc huyện An Hải.
Ngày 20 tháng 12 năm 2002, Chính phủ ban hành Nghị định số 106/2002/NĐ-CP về việc chuyển xã Hồng Phong thuộc huyện An Hải về huyện An Dương mới đổi tên quản lý.
Năm 2022, xã Hồng Phong có 5 thôn: Hoàng Lâu, Đình Ngọ, Hạ Đỗ, Hỗ Đông, Đồng Xuân, Phụng Dương.
Ngày 24 tháng 10 năm 2024, Ủy ban Thường vụ Quốc hội ban hành Nghị quyết số 1232/NQ-UBTVQH15 về việc sắp xếp đơn vị hành chính cấp huyện, cấp xã của thành phố Hải Phòng giai đoạn 2023 – 2025 (nghị quyết có hiệu lực từ ngày 1 tháng 1 năm 2025). Theo đó, thành lập phường Hồng Phong thuộc quận An Dương trên cơ sở toàn bộ 9,59 km² diện tích tự nhiên và quy mô dân số là 15.318 người của xã Hồng Phong.